# Antonio Inoki
Antonio Inoki (japanisch アントニオ 猪木, eigentlich Kanji Inoki (猪木 寛至, Inoki Kanji) * 20. Februar 1943 in Yokohama; † 1. Oktober 2022 in Tokio) war ein japanischer Politiker, Wrestler, Promoter und Autor von Ratgebern.

## Leben
Kanji Inoki wurde 1943 in Tsurumi-ku, einem Stadtteil Yokohamas, als sechstes Kind einer für die Kriegszeit relativ reichen Familie mit 11 Kindern geboren. Sein Vater Sajiro Inoki, ein Geschäftsmann und Politiker, starb, als Kanji 5 Jahre alt war. In der Schule begann er ab der siebten Klasse, Basketball zu spielen, da er zu diesem Zeitpunkt bereits 1,80 m groß war. Auch in der Leichtathletik war er als Kugelstoßer erfolgreich. Ebenfalls legte man ihm eine Karriere als Sumoringer nahe.
1957 wanderte Inoki mit einem Teil seiner Familie nach Brasilien aus, wo er einige Jugendmeisterschaften im Kugelstoßen, Diskuswurf und Speerwurf gewinnen konnte.
1971 heiratete er die Schauspielerin Mitsuko Baisho.
Inoki starb am 1. Oktober 2022 in Japans Hauptstadt Tokio im Alter von 79 Jahren an den Folgen einer Erkrankung an Amyloidose.

## Wrestlingkarriere

### Anfänge
1960, wieder zurück in Japan, wurde Inoki von Rikidōzan für das Wrestling entdeckt und in die Japanese Wrestling Association (JWA) gebracht. Neben Inoki gehörte auch Shōhei Baba zu den Schülern Rikidozans, und beide gaben ihr Debüt im Ring am 30. September des Jahres.
Nach dem Tod Rikidozans 1963 stand der immerhin 1,88 m große Inoki einige Zeit im Schatten des mit 2,00 m körperlich größeren Baba, bevor er 1966 zu Tokyo Pro Wrestling wechselte. 1967 kehrte er zur JWA zurück und bildete mit Baba ein Tag Team, das den NWA International Tag Team Title viermal hielt.

### Weitere Karriere und Gründung von New Japan Pro Wrestling
1971 trennten sich die Wege der JWA und Inokis durch einen Disput, nachdem man Inokis Forderung nach einem Titelkampf gegen Baba abgelehnt hatte. Später warf die JWA Inoki vor, er habe eine Übernahme der Organisation geplant, und entließ ihn.
Am 26. Januar 1972 gab Inoki die Gründung seiner eigenen Wrestlingorganisation New Japan Pro-Wrestling bekannt. Bei der ersten Veranstaltung am 6. März 1972 bestritt er selbst den Hauptkampf gegen die Wrestlinglegende Karl Gotch. Am 4. Oktober des Jahres wurde New Japan Pro Wrestling zum ersten Mal im japanischen Fernsehen übertragen.
Inoki entwickelte sich in den folgenden Jahren zu dem als unbesiegbar geltenden Superstar des japanischen Wrestling – eine Rolle, die Hulk Hogan in den 1980er Jahren in den Vereinigten Staaten spielte. Dabei kooperierte er als Promoter auch mit amerikanischen Organisationen und konnte einige namhafte Stars, wie André the Giant, Stan Hansen, Vader oder eben Hulk Hogan, nach Japan holen. 1979 war ein besonderes Jahr, denn nach acht Jahren stand Inoki wieder mit Baba als Team in einem Ring. Baba hatte zwischenzeitlich selbst eine eigene Organisation gegründet, und man arbeitete das erste Mal kurzfristig zusammen. Ebenfalls 1979 besiegte Inoki den WWF-Champion Bob Backlund. Der Titelwechsel wurde jedoch von der WWF nicht anerkannt.

### Mixed-Martial-Arts-Kämpfe
Inoki wurde von Karl Gotch in der Kampfart des Hooking unterwiesen, die, im Gegensatz zum Show-Wrestling, real darauf abzielt, den Gegner mit Ringergriffen zur Aufgabe zu zwingen. Ab 1976 bestritt er einige Kämpfe gegen Gegner aus verschiedenen Kampfsportarten.
Inoki bildete einige Wrestler in der Kunst des Hooking und Shoot-Fighting aus, und es entstand der sogenannte „Strong Style“. Das ist ein sehr harter Wrestlingstil, der auf höchstmöglichen Realismus abzielt.
Muhammad Ali

Ein Schaukampf in Japan am 26. Juni 1976 gegen den berühmten Boxer Muhammad Ali erwies sich für diesen als peinliche und gefährliche Farce, da Inoki – von der deutschen Presse als „Der Pelikan“ bezeichnet – den gesamten Kampf über auf dem Rücken liegend Ali keine Angriffsfläche bot und gleichzeitig dessen Beine attackieren konnte. Der Kampf wurde nach 15 Runden als Unentschieden gewertet, doch Ali trug eine schwere Verletzung des Schienbeins mit nachfolgender Entzündung davon.

### Rücktritt und Einflussverlust
1998 trat Inoki vom aktiven Geschehen endgültig zurück. 2005 erwarb die Firma YUKE's 51,5 % der Aktien von New Japan Pro Wrestling, und Inokis Einfluss schwand. 2007 eröffnete Inoki jedoch eine neue Organisation, die Inoki Genome Federation, die in Konkurrenz zu NJPW steht.

## Erfolge im Wrestling
| Vorgänger: Vakant | Partner: Michiaki Yoshimura | Erste  | Nachfolger: Vakant |
| Vorgänger: Vakant | Partner: Kintaro Oki        | Zweite | Nachfolger: Vakant |
| Vorgänger: Vakant | Partner: Michiaki Yoshimura | Dritte | Nachfolger: Vakant |
| Vorgänger: Vakant | Partner: Michiaki Yoshimura | Vierte | Nachfolger: Vakant |

| Vorgänger: Titel neu erschaffen | Erste | Nachfolger: Vakant |

| Vorgänger: Johnny Powers    | Erste  | Nachfolger: Vakant      |
| Vorgänger: Tiger Jeet Singh | Zweite | Nachfolger: Stan Hansen |
| Vorgänger: Stan Hansen      | Dritte | Nachfolger: Vakant      |
| Vorgänger: Vakant           | Vierte | Nachfolger: Vakant      |

| Vorgänger: Tiger Jeet Singh | Erste | Nachfolger: Tiger Jeet Singh |

| Vorgänger: Bob Backlund | Erste | Nachfolger: Der Titelwechsel wurde seitens der WWF nicht anerkannt und Backlund behielt offiziell den Titel |

- Diverse Regional-Titel der National Wrestling Alliance
- WCW Hall of Fame Mitglied seit 1995
- WWE Hall of Fame Mitglied seit 2010

## Politik
1989 gründete Inoki die „Sport- und Friedenspartei“ (Sports-Heiwa-tō, スポーツ平和党, Supōtsu-Heiwa-tō). Er wurde als Abgeordneter in das Japanische Oberhaus gewählt. Er besuchte während seiner Amtszeit das damalige irakische Staatsoberhaupt Saddam Hussein. Von ihm erhielt er als traditionelles Geschenk zwei goldene Schwerter. 1995 wurde Inoki mit der Yakuza in Verbindung gebracht und nicht wiedergewählt. Damit schied er aus seinem politischen Amt aus.
Bei der Oberhauswahl 2013 trat Inoki für die Nippon Ishin no Kai im Verhältniswahlsegment an; mit 356.605 Vorzugsstimmen erreichte er den ersten Platz auf der Ishin-Liste und zog erneut ins Oberhaus ein. Bei der Spaltung der Ishin no Kai im Sommer 2014 folgte er Shintarō Ishihara und Takeo Hiranuma in die Jisedai no Tō. Diese verließ er im Dezember 2014 und trat anschließend der von ehemaligen Mitgliedern der Minna no Tō neu gegründeten Nippon o genki ni suru kai (etwa „Versammlung, die Japan in Schwung bringt“; engl. "Assembly to Energize Japan") bei. Von 2016 bis 2019 gehörte er zur Oberhausfraktion Mushozoku Club („Unabhängiger Klub“) und wechselte im Februar 2019 zur Gemeinschaftsfraktion von Demokratischer Volkspartei und Liberaler Partei (Kokumin Minshutō/Shinryokufūkai). Zur Wahl 2019 trat Inoki nicht mehr für eine Wiederwahl an.

## Bibliografie
- Kakutōki Sekaiichi (格闘技世界一). Bestsellers, Tokio 1978
- Yūki. Honō no Message! (勇気 炎のメッセージ!). Sports-Life-sha, Tokio 1981
- Kurushimi no Naka kara Tachiagare (苦しみの中から立ちあがれ). Shapio, Tokio 1983
- Tōkonki (闘魂記). Shūeisha, Tokio 1990, ISBN 4-08-780130-6.
- Otoko no Teiōgaku. Tōkon Kakumei (男の帝王学 闘魂革命). Wani Books, Tokio 1990, ISBN 4-8470-1111-2.
- Saigo ni Katsumakegata o Shitteoke. Omotta koto o Omoshiroku Jitsugen Shiteshimau (最後に勝つ負け方を知っておけ 思ったことを面白く実現してしまう). Seishun Shuppansha, Tokio 1990, ISBN 4-413-01531-2.
- Tatta Hitori no Tōsō (たったひとりの闘争). Shūeisha, Tokio 1990, ISBN 4-08-780138-1.
- Kokoro no Sakebi (心の叫び). Sekai-bunka-sha, Tokio 1991, ISBN 4-418-91513-3.
- Antonio Inoki Giin no Tōkon Highschool (アントニオ猪木議員の闘魂ハイスクール). Mirai Shuppan, Tokio 1992, ISBN 4-943901-71-9.
- Inoki-ism (猪木イズム). Sanctuary Shuppan, Tokio 1998, ISBN 4-7952-4129-5, ISBN 4-921132-40-2.
- Fumetsu no Tōkon (不滅の闘魂). Kaichōsha, Fukuoka 1998, ISBN 4-87415-257-0.
- Inoki Shishū „Baka ni nare“ (猪木詩集「馬鹿になれ」). Kadokawa Shoten, Tokio 2000, ISBN 4-04-871893-2.
- Kakutōki (格闘魂). Kadokawa Shoten, Tokio 2000, ISBN 4-04-721339-X.
- Ore no Tama (俺の魂). A-Un, Tokio 2001, ISBN 4-901318-06-3.
- Mō Hitotsu Tatakai. Kettōchi 596 kara no Tōnyōbyō Kokufuku Ki (もう一つの闘い 血糖値596からの糖尿病克服記). Mikasa Shobō, Tokio 2002, ISBN 4-8379-1939-1.
- Hijōshiki (非常識). Kawade Shobō Shinsha, Tokio 2002, ISBN 4-309-26564-2.
- Tōkon Recipe (闘魂レシピ). Asuka Shinsha, Tokio 2002, ISBN 4-87031-533-5.
- Fūsha no Gotoku. Antonio Inoki no Jinmei Sōdan (風車の如く アントニオ猪木の人生相談). Shūeisha, Tokio 2003, ISBN 4-08-780372-4.
- Anata no Karada mo Abunai! Tōnyōbyō 1600 Mannin o Sukuu Mahō no Tsue (あなたの体も危ない! 糖尿病1600万人を救う魔法の杖). PHP Kenkyūjo, Tokio 2005, ISBN 4-569-64476-7.
- Genki ga areba Nani demo Dekiru! (元気があれば何でもできる!). Longsellers, Tokio 2007, ISBN 978-4-8454-2107-7.
- „Chichioya no Senaka“ no Misegata. Inoki-shiki Kyōikuron (「父親の背中」の見せ方 猪木式教育論). Kōdansha, Tokio 2008, ISBN 978-4-06-214684-5.
- Hana ga Sakō to Sakumai to Ikiteiru koto ga Hana nanda (花が咲こうと咲くまいと生きていることが花なんだ). Keizaikai, Tokio 2008, ISBN 978-4-7667-8436-7.
- Shinjitsu. Densetsu no Tatakai o Jiku ni Tsuzuru Tama no Message (真実 伝説の戦いを軸に綴る魂のメッセージ). Goma Books, Tokio 2009, ISBN 978-4-7771-1314-9.
- Tōshutsuryoku [Lesung unklar]. Ningen „Antonio Inoki“ kara Nani o Manabu no ka (踏出力。 人間「アントニオ猪木」から何を学ぶのか). Sōeisha, Tokio 2010, ISBN 978-4-88142-190-1.
- Genki desu ka!? Nippon!! Nippon o Genki ni suru Inoki no Kotoba (元気ですか!?ニッポン!! 日本を元気にする猪木の言葉). Poplar-sha, Tokio 2010, ISBN 978-4-591-11541-1.